# Куда мы отсюда пойдём? (фильм, 1945)
«Куда мы отсюда пойдем?» (англ. «Where Do We Go from Here?») — фантастический мюзикл 1945 года режиссёра Грегори Рэтоффа. В главных ролях — Фред Макмюррей, Джоан Лесли и Джун Хэвер.

## Сюжет
Билл Морган горит желанием принять участие в сражениях Второй мировой. Но призывная комиссия отказывает ему из-за неподходящего состояния здоровья. Билл, надеясь хоть чем-то помочь фронту, идёт на сбор металлолома. Среди утилизированного старья он находит странный бронзовый флакон. Стараясь счистить с него грязь, он ненароком вызывает Джина Али, духа, живущего в этом сосуде. Джин предлагает молодому американцу исполнить три его желания. Не раздумывая, Билл сразу же желает попасть в армию США. Дым окутывает его, а когда развеивается, Морган видит, что стал пехотинцем Континентальной армии под командованием Джорджа Вашингтона, сражающейся за независимость Соединённых штатов. После конфликта с несколькими солдатами, будучи приговорённым к расстрелу, Билл убегает, желая оказаться в рядах Военно-морского флота. Снова налетает дым, после чего молодой человек оказывается членом команды Христофора Колумба в его первом плавании к берегам ещё неоткрытого тогда континента. Он убеждает матросов не поднимать мятежа и продолжать плаванье, уверяя, что берег близко. Спустившись на сушу Морган восторгается красотой индианки, которая очень похожа на его возлюбленную, ветреную Люсиллу. Попав в неловкое положение, он покупает у коренных жителей остров Манхэттен за 24 доллара, а после этого вновь перемещается во времени, оказываясь в Новом Амстердаме в середине 17-го века. Здесь, доказывая, что остров принадлежит ему, Билл попадает в тюрьму. В это время, Али, наконец поняв, чего от него хотят, перемещает вызвавшего его американца в 20 столетие. А также он перенёс в наши дни девушку, похожую на Салли Смит, влюблённую в Моргана, которую он встретил в своих путешествиях.

## В ролях
- Фред Макмюррей — Билл Морган
- Джоан Лесли — Салли Смит/Пруденс/Катрина
- Джун Хэвер — Люсилла Пауэлл/Гретхен/индианка
- Джин Шелдон — джин Али
- Энтони Куинн — Главный Барсук
- Карлос Рамирес — Бенито
- Алан Маубрей — генерал Джордж Вашингтон
- Фортунио Бонанова — Христофор Колумб
- Герман Бинг — фон Хейзел
- Говард Фриман — Кригер
- Джордж Хэйес — Габи Хэйес
- Рой Роджерс

## Премьеры
Мировая премьера фильма состоялась 23 мая 1945 года в США.
В Европе мюзикл был впервые представлен публике на территории Швеции через год — 13 мая 1946.